# Heavy metal-genrer
Flere heavy metal-genrer har udviklet sig siden heavy metal kom frem i slutningen af 1960'erne. Selvom metalgenrer ofte er svære at kende fra hinanden, viser mange af dem tegn på forskellige overordnede strukturer, instrumental- eller vokalstil og tempo. 
Nogle gange findes en egenskab dog i flere genrer, og derfor grupperes metalgenrer normalt efter en kombination af flere egenskaber.
Dette er en liste over diverse musikgenrer, som falder under paraplybegrebet "heavy metal".

## Store genrer
Disse er metalgenrer, som spilles af en større gruppe bands, og som betragtes som 'almindeligt udbredte' indenfor heavy metal-miljøet.

## Alternativ metal
Alternativ metal er en blanding af alternativ rock og heavy metal og er bands som System Of A Down, Deftones, Godsmack og Faith No More.

### Black metal
Black metal, eller sortmetal, er en ekstrem undergenre af heavy metal. Den er typisk brutal og gør brug af hurtigt tempo, voldsomt forvrængede elektriske guitarer, som ofte spilles med tremolo picking, høj, skrigende vokal og usædvanlige sangstrukturer. Sangteksterne omhandler hovedsageligt anti-kristne temaer, og i de tidlige 1990'ere var den norske black metal-scene associeret med en bølge af kirkeafbrændinger.
I starten og midten af 1980'erne formede nogle få thrash metal-bands såsom Venom, Bathory, Hellhammer og Celtic Frost prototypen for black metal. I slutningen af 1980'erne og starten af 1990'erne kom en anden bølge, som hovedsageligt bestod af norske bands som Burzum, Mayhem, Darkthrone og Emperor. 

### Doom metal
Doom metal er højt atmosfærisk og gør typisk brug af meget langsomt tempo, nedstemte guitarer og en meget "tykkere" eller "tungere" lyd end nogen anden metalgenre. Det er meningen at både musikken og sangteksterne skal fremkalde en følelse af fortvivlelse, depression og forestående undergang. Den er stærkt påvirket af Black Sabbaths tidlige værker, specielt sange som "Black Sabbath" og "Into the Void", som betragtes som prototypiske doom metal-sange. Stilen blev dog først defineret som genre i starten og midten af 1980'erne af bands som Pentagram, Saint Vitus og Candlemass. Doom metal betragtes generelt som basis for de tre andre metalgenrer gothic metal, stoner metal og sludge metal.

### Dødsmetal
Dødsmetal, eller death metal, er en form for ekstremmetal, som generelt kan kendes på det hurtige tempo, nedstemte guitarer, dybe growlende vokal, blast beats og hastige ændringer i tempo og tidssignatur.
Dødsmetal er en videreudvikling af thrash metal og stilen blev startet af bandet Death i 1983. Andre amerikanske bands, såsom Possessed, Morbid Angel og Cannibal Corpse adopterede efterfølgende stilen og udviklede den til en uafhængig genre. Siden da har et bredt udvalg af undergenrer udviklet sig ud af dødsmetal.

### Folk metal
Folk metal er en undergenre af heavy metal, som udviklede sig i 1990'erne i Europa. Som navnet antyder er det en fusion af heavy metal og folkemusik. Dette inkluderer meget brug af folk-instrumenter, og nogle gange også brug af traditionelle sangteknikker. Eksempler på genren er Skyclad, Finntroll og Korpiklaani mens bands som Cruachan, Orphaned Land og Subway to Sally repræsenterer tre undergenrer, henholdsvis celtic metal, oriental metal og mittelalter rock.

### Glam metal
Glam metal, også kaldet hair metal, var en af de mest populære metalgenrer i 1980'erne. Musikken ligger et sted mellem Black Sabbaths, Deep Purples og KISS' heavy metal-lyd og Sweets glam rock. Glam metal-bands var kendte for deres brug af guitarsoloer, energiske frontmænd og trommeslagere, som ikke kun havde de tekniske evner, men også kunne lave et underholdende show. Mange af bandsne brugte make-up til at opnå et androgynt udseende, nogenlunde som 1970'ernes glam rock-bands. Mötley Crüe, Twisted Sister og W.A.S.P. er eksempler på glam metal.

### Gothic metal
Gothic metal er en undergenre af heavy metal, som er karakteriseret ved en kombination af gothic rocks mørke melankoli og heavy metals aggression. Genren opstod i 1990'ernes Europa, hvor den udsprang af doom-death, en fusion mellem doom metal og dødsmetal. Eksempler på gothic metal-bands er Paradise Lost, Lacuna Coil og Tristania.

### Groove metal
Groove metal (også kendt som neo-thrash eller post-thrash) er en genre, som består af langsomme thrash metal-riffs stemt ned, blues-agtige guitarsoli, stort fokus på trommer og grov vokal. Pantera tilkendes generelt æren for at have "opfundet" groove metal, men blandt andre eksempler på groove metal-bands er Lamb of God, Machine Head og White Zombie.

### Industrial metal
Industrial metal blander elementer fra heavy metal og industrial eller andre elektroniske genrer, såsom house ved at bruge elektroniske instrumenter såsom synthesizere og trommemaskiner sammen med typiske heavy metal-instrumenter såsom el-guitarer og bas-guitarer, og en vokal der kombinerer elementer fra begge genrer. Eksempler på industrial metal er Static-X, Dope, Fear Factory, Ministry, Rammstein.

### Metalcore
Metalcore kombinerer elementer fra hardcore punk med heavy metal, thrash metal eller anden ekstremmetal. Generelt bruger metalcore-guitarister harmoniserede guitarriffs og soloer, trommeslagere bruger hardcore d-beats og dobbelt bastromme, og sangere bruger en sing-along-stil. En tydelig egenskab er et "breakdown", hvor sangen sløves til halvt tempo og guitaristerne spiller åbne strenge for at nå en dyb lyd. Metalcore adskiller sig generelt fra thrash metal ved at den undgår den "tordnende" guitarlyd og fokuserer mere på melodi end aggression. Blandt kendte metalcore-bands er Killswitch Engage, All That Remains, Caliban Shadows Fall og The Devil Wears Prada.

### Neoklassisk metal
Neoklassisk metal er en undergenre som indarbejder elementer fra klassisk musik og heavy metal; deriblandt brug af instrumenter, skalaer (specielt harmoniske mol-skalaer) og melodier. Yngwie J. Malmsteen er kendt for at spille neoklassisk metal, ligeså er Tony MacAlpine.

### Nu metal
Nu metal er en stil som kombinerer heavy metal med elementer fra alternativ rock og funk, ofte påvirket af hip-hop. Eksempler er Korn, Slipknot, Linkin Park og Limp Bizkit.

### Post-metal
Denne heavy metal-bevægelse er påvirket af post-rock. Mens den på mange måder ligner post-rock, har post-metal ofte dybere stemte guitarer, mørkere temaer og toner og tungere trommer. Vokalen nedprioriteres eller er slet ikke til stede, og teksterne er ofte lige så abstrakte: generelt tematiske eller filosofiske. Det er stort set udelukkende et amerikansk fænomen, men der findes også nogle japanske bands. Instrumentale bands som Cult of Luna, Isis og Pelican skriver lange sange (typisk fem eller seks pr. album) som kan variere fra let og guitardrevet til ekstremt tungt, tromme- og bas-drevet.

### Power metal
Power metal er hurtigere end mange andre metalgenrer, og er en blanding af heavy metal og speed metal. Power metal har ofte en ren, melodisk og lys vokal, hurtigt tempo, som oftest drives af dobbeltbas-tromme og melodisk lead guitar. Rytmeguitaren defineres af almindelige powerakkord-progressioner. Power metal læner sig temamæssigt mod den positive, lykkelige del af livet, og søger ofte at give lytteren en følelse af glæde eller mod. Power metal-sangtekster omhandler ofte fantasy eller science fiction-temaer. Eksempler på power metal-bands er Helloween, Blind Guardian og HammerFall.

### Progressiv metal
Progressiv metal er en fusion mellem progressiv rock og heavy metal. Det er en af de mere avancerede heavy metal-genrer, på grund af dens usædvanlige og dynamiske taktarter, lange kompositioner, avancerede sangstrukturer og virtuose instrumentale spillestil, hvor soloer er detaljerede og lange. Sang, hvis der er nogen, er melodisk og sangtekster behandler ofte filosofiske, spirituelle eller politiske emner. Eksempler på progressiv metal-bands er Queensrÿche og Dream Theater.

### Speed metal
Speed metal eller hurtigmetal er en undergenre af heavy metal, som bruger traditionelle heavy metal-sangstrukturer og riffs, men med hurtigere tempo og drivende rytme. Det er ofte ligeså melodisk som traditionel heavy metal. Speed metal kom frem da traditionelle heavy metal-bands begyndte at skrive hurtige sange af og til. Det blev til en egentlig genre, da bands skrev størstedelen af deres sange på denne måde. Eksempler på speed metal-bands er Motörhead, Annihilator og Accept.

### Stoner metal
Stoner metal, af nogle kaldet tungrock, er typisk langsomt, lavtstemt og med tydelig bas. Musikken kombinerer elementer fra psykedelisk blues rock med doom metal, og er ofte påvirket af kunstnere såsom Jimi Hendrix, Blue Cheer, Cream og Black Sabbath. Begrebene "stoner metal" og "stoner rock" bruges ofte om de samme bands, men generelt henviser stoner metal til de tungere og langsommere bands. Genren, som den kendes i dag, blev skabt af bandet Kyuss i starten af 1990'erne, og blev fulgt af bands som Acrimony og Sleep.

### Thrash metal
Thrash metal bliver ofte kaldt den første form for ekstremmetal. Den kendes generelt på sit høje tempo, kompleksiteten og aggressionen. Thrash metal-guitarspil kendes for den "chugging" lyd den skaber gennem lavt-pitchede palm mutede riffs og højt-pitchede shred guitar-soli. Trommeslagere bruger ofte dobbeltbas-trommer og hardcore punk-lignende d-beats. Sangeren råber ofte, eller synger på en aggressiv måde.
Thrash metal udviklede sig fra speed metal og NWOBHM i begyndelsen af 1980'erne, selvom Black Sabbath's "Symptom of the Universe" fra 1975 somme tider betragtes som havende det tidligste eksempel på et thrash metal-riff. Bands såsom Metallica, Slayer, Anthrax og Megadeth var spydspids for thrash metal-bevægelsen, og kaldes også for genrens "Fire store" bands.

## Fusionsgenrer
Denne sektion omhandler termer som generelt bruges til:
- at gruppere heavy metal-genrer som har lignende oprindelse eller egenskaber (for eksempel paraplybegrebet ekstremmetal)
- at henvise til en stil, snarere end en defineret genre, som kan eksistere indenfor mange heavy metal-genrer (for eksempel avant-garde black metal, symfonisk power metal eller kristen doom metal)

### Alternativ metal
Alternativ metal er et term, der bruges til at beskrive heavy metal-bands med en udtalt eksperimental kant. Bands bruger ofte typiske heavy metal-instrumenter, men har usædvanlige sangtekster, anderledes taktarter og specielle teknikker. I mange tilfælde beskrives genren som en fusion mellem metal og alternativ rock, og adskilles fra nu metal ved sin mangel på indflydelse fra hip-hop. Eksempler på bands er Deftones, System of a Down og Tool.

### Avantgarde metal
Avantgarde metal (nogle gange kaldet eksperimentel metal) er et term, der bruges til at beskrive metalbands, som eksperimenterer med ikke-normal lyd, instrumenter og sangstrukturer, som ikke passer ind i de genrer de har rødder i. Eksempler er Fantômas, Arcturus og Maudlin of the Well.

### Dark metal
Dark metal eller mørk metal er et tværgenre-term som bruges til at beskrive metalbands som fremkalder hvad der betragtes som en "mørkere atmosfære" end hvad der er normalt for den genre musik de spiller. Bands i denne gruppering spiller oftest doom metal, gotisk metal, sortmetal eller symfonisk metal. Agalloch er et eksempel på et band som spiller mørk metal, ligesom Katatonias tidlige værker også var.

### Ekstremmetal
Ekstremmetal er et begreb, der bruges til at beskrive heavy metal, som er betragteligt tungere, hurtigere og mere aggressivt. Sangere vil for eksempel ofte bruge growls eller hvinende skrig og obskøne sangtekster, trommeslagere bruger ofte blast beats og bandets fremtoning skal muligvis chokere. Bands i denne grupperind er typisk fra black metal, dødsmetal, doom metal eller thrash metal-genrene.

### Klassisk metal
Klassisk metal (også blot kaldet heavy metal) er et begreb som bruges om den oprindelige form for heavy metal; den er karakteriseret ved pumpende hurtige baslinjer, hurtige, tunge og mere melodiske riffs, længerevarende guitarsoli, høje vokaler og omkvæd som egner sig til at synge med på. Klassisk metal-bands nød stor popularitet i starten og midten af 1970'erne, og tæller bands som Ozzy Osbourne og UFO, samt i en vis udstrækning bands som Iron Maiden, Judas Priest og Motörhead.

### Kristen metal
Kristen metal er et begreb som bruges til at beskrive bands i en hvilken-som-helst genre, som bruger kristne temaer i deres sangtekster. "Genren" har været kendt i længere tid – den startede som "hvidmetal" og har udviklet sig frem til mange kristne metalcore-bands i dag. Ofte smeltes de kristne temaer sammen med de emner som er typiske for den genre bandet tilhører. Eksempler på bands som spiller kristen metal er August Burns Red, Underoath, Living Sacrifice, Becoming the Archetype, As I Lay Dying, Demon Hunter.

### NWOBHM
'New Wave of British Heavy Metal' ("den nye bølge af britiske heavy metal, ofte forkortet NWOBHM) er et begreb som bruges til at beskrive britiske heavy metal-bands som kom frem i slutningen af 1970'erne og starten af 1980'erne i kølvandet på den 'oprindelige bølge' af britiske heavy metal-bands, og som en reaktion mod pop og punk. NWOBHM var voldsomt populær og har haft indflydelse på mange andre metalgenrer lige siden. De centrale bands i bølgen var Iron Maiden, Saxon, Motörhead og Def Leppard, men også Judas Priest betragtes en gang imellem som en forløber for NWOBHM.

### NWOAHM
New Wave of American Heavy Metal er ligesom NWOBHM et begreb til at beskrive moderne amerikanske heavy metal bands. Eksempler på bands er Pantera, CKY, Slipknot, Machine Head og Lamb of God.

### Rap metal
Rap metal (også kaldet rapcore og rap rock) er et begreb, der bruges til at beskrive bands som gør vokal- og tekstmæssig brug af rap. Det bruges normalt i forbindelse med begrebet "alternativ metal" til at skelne mellem nu metal-bands, som har indflydelse fra hip-hop og dem som ikke har. Det bruges også sommetider til at henvise til bands som tidligere har arbejdet sammen med hip-hop kunstnere. Eksempler på rap metal-bands er Body Count, Rage Against the Machine og Hed Pe.

### Symfonisk metal
Symfonisk metal varierer i form. Det henviser oftest til heavy metal-bands som bruger orkestrale elementer i deres musik. Disse elementer kan være hele orkestrer, operatemaer, operaagtig vokal eller keyboard og en blødere og mere opstemt natur end andre metalgenrer. Eksempler er Therion, Emperor og Nightwish.

### Vikingemetal
Vikingemetal er en undergenre af diverse metalgenrer. Den kombinerer oftest folk med enten sortmetal, power metal,[kilde mangler] eller i nogle tilfælde dødsmetal. Ofte klassificeres bands som spillende vikingemetal hvis deres sangtekster har et islæt af nordisk mytologi eller vedrører nordiske legender eller sagaer. Det er en kompleks undergenre med små cross-over elementer, såsom indfødt folkemusik-stil eller melodisk dødsmetal. 
Det måske bedst kendte eksempel på vikingemetal i Danmark er det færøske progressiv metal-band Týr, hvis sange næsten udelukkende omhandler vikinger. Týr har tilmed indspillet coverversioner af flere gamle nordiske folkeviser såsom det færøske kvad "Ormurin langi" og det oldnordiske kvad Sigurdskvadet og historien om Ramund hin Unge.
Derudover kan nævnes Amon Amarth, som hovedsageligt spiller melodisk dødsmetal, Ensiferum, som spiller folkemetal, Thyrfing, som spiller sortmetal og Bathory, som oprindeligt startede som et thrash metal-band.

## Fodnoter
1. ↑  Matthijssens, Vera. "Interview with Heri Joensen of Týr". Lordsofmetal.nl. Hentet 18. marts 2008.